# Ville fortifiée de Perpignan
 (novembre 2020).
Si vous disposez d'ouvrages ou d'articles de référence ou si vous connaissez des sites web de qualité traitant du thème abordé ici, merci de compléter l'article en donnant les références utiles à sa vérifiabilité et en les liant à la section « Notes et références ».
La ville fortifiée de Perpignan est la ville romane médiévale fortifiée de la ville de Perpignan, dans le département des Pyrénées-Orientales, au nord de la Catalogne.
Elle a une forme ovale, se situe dans les environs de l'actuelle cathédrale Saint-Jean-Baptiste de Perpignan. Ses limites étaient en grande partie au nord-ouest et au nord de la rive droite de la Basse, et à l'est, le ruisseau qui descendait du Puig dels Teixidors, ou Saint-Jacques (les rues actuelles de l'Université, le Rec et le Baluard de Au sud, la ville médiévale était délimitée par le Rec Comtal, qui suivait à peu près les rues actuelles d'Els Agustins, La Fusteria et Sant Salvador (aujourd'hui rue Émile Zola).[réf. nécessaire]

## Histoire
Les comtes de Roussillon avaient leur première résidence à Château-Roussillon. Perpignan est mentionné pour la première fois en 927, Villa Perpinianum. Entre 961 et 974, ils acquièrent l'essentiel du lotissement de Perpignan, et peut-être en 991, lorsqu'il devint comte Guislabert I (décédé en 1013), il établit sa résidence départementale à Perpignan. L'endroit où se trouvait le Palais Comtal de Perpignan primitif se trouvait du côté nord-ouest de l'actuelle cathédrale Saint-Jean-Baptiste, sur le site de l'hôpital de Saint-Jean et plus tard encore de la Cité Bartissol.

### Le premier village fortifié: la cellera
À ses débuts, la ville de Perpignan était regroupée dans sa cellera, autour de son église paroissiale, le vieux Saint-Jean, le Palais Comtal et l'hôpital de Saint-Jean; la ville s'étendait au sud de ces bâtiments, dans un espace qui actuellement occupe presque entièrement la cathédrale de Saint-Jean-Baptiste et le Champ Saint. C'était une petite enceinte, protégée par un mur dont il ne reste rien pour le moment. L'extension médiévale, à partir du XIIe siècle, étend la ville au sud, sud-ouest et ouest de la cellera d'origine.

### La deuxième ville fortifiée: le quartier de Saint-Jean
C'est vers le milieu du XIIe siècle, lorsque Gausfred III et Girard II étaient comtes de Roussillon, que Perpignan avait déjà généré de nouveaux quartiers autour de la cellera, et il fallait les incorporer, en construisant un nouveau mur pour les embrasser. C'est ainsi que le tracé du mur du XIIe siècle a été défini. Des deux ou trois portails de la paroi de la cave, il passait à un mur qui comprenait une superficie douze fois plus grande. Le périmètre a été ouvert en six portes principales (celles de Vernet ou Na Blanca, appelées plus tard Nostra Senyora, de l'Eixugador ou dels Banys,  de Elna, de Mataturó, de Malloles et del Turó ou d'en Ribesaltes. Cette deuxième enceinte située à l'intérieur de la ville fermée le Mas de Saint-Jean, qui faisait partie de la cave d'origine. au sud de l'église de Saint-Jean-Baptiste, il est encore marqué aujourd'hui par l'allée du Mas de Saint-Jean, qui se trouve à l'extrémité sud-est de la Carrer del Rellotge, près de l'angle avec celui de Forn de Sant Joan. À midi et à l'est de cette enceinte courait le canal del Comte, qui dans la dernière section rejoignait le canal, le ruisseau qui venait du Puig de Sant Jaume, tandis qu'à l'ouest et au nord se trouvait la Basse. Par conséquent, cette seconde enceinte était presque entièrement entourée de cours d'eau.
Cet agrandissement de Perpignan signifiait sa consolidation en tant que chef-lieu et le début de son développement ultérieur. Les fondations de l'organisation municipale ont été jetées (1172, le roi Alphonse; 1207, Pierre I; 1234, Jacques I), la mise en place de mesures pour une croissance industrielle et commerciale équilibrée (1174: le roi Alphonse accorde à la ville une lettre limitant le nombre d'ateliers table de marché), le marché hebdomadaire fixe est créé, jusqu'alors seulement éventuel (en 1134 on parle déjà du Mercadal, qui était peut-être où se trouve la Loge de mer et la création de poids et mesures valables pour tout le comté (1095, 1124 et 1220). À Perpignan, à l'exception du comte de Roussillon lui-même (et du Vallespir, du Conflent et de la Cerdagne, selon les moments), résidait le vicaire, avec juridiction sur tout le comté, le maire, le représentant du comte, le juge civil et pénal et le chef de la police, et les membres du conseil municipal: les consuls (quatre d'abord, puis cinq) et les nobles.

### Le troisième village fortifié: la création de nouvelles paroisses

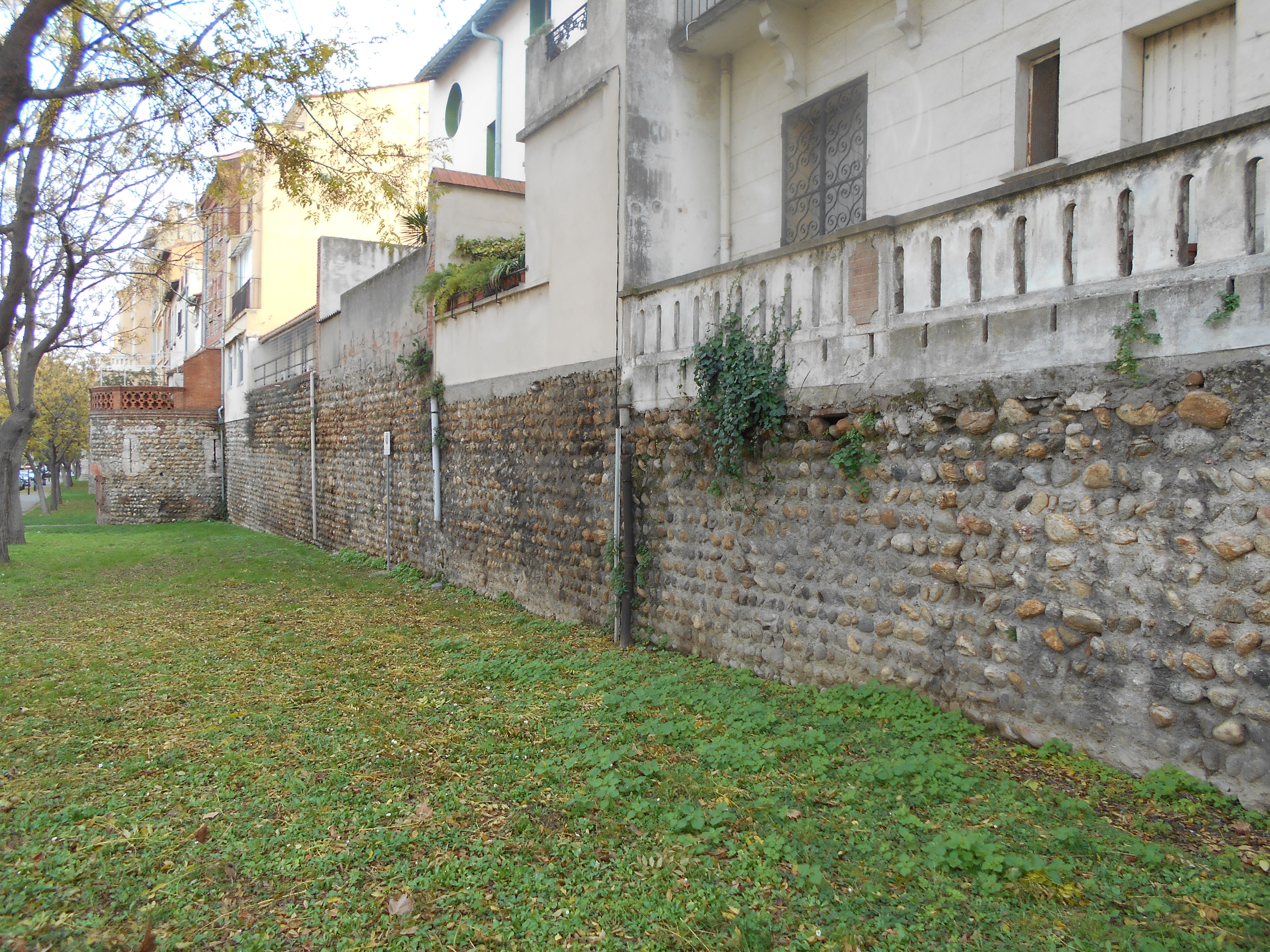
Fragment du mur préservé

Dès le début du XIIIe siècle, il devint nécessaire d'agrandir la ville de Perpignan, en incorporant dans l'enceinte fortifiée les nouveaux quartiers qui s'étaient formés et pour lesquels Jacques Ier créa trois nouvelles paroisses. L'une des raisons de cette expansion était le grand développement de l'industrie textile: les tisserands s'étaient installés sur la colline près du Lazaret, qui a ensuite été déplacé hors des murs, dans une population composée de tisserands. paroissiens, jardiniers et juifs, et avait formé une banlieue étendue, qui était la base du nouveau quartier et de la paroisse de Sant Jaume del Puig, la première des trois nouvelles paroisses de Perpignan.
Cette troisième enceinte correspond à la section de murs conservée le long de la rue Pierre de Ronsard, avec huit bêtes. Ces nouveaux murs, qui embrassaient les quartiers formés dans la Colomina d'en Pere Comte et dans le territoire appartenant aux Templiers, incorporaient une cinquantaine de bêtes, cinq nouvelles portes (la Portella ou Portalet dels Jueus, la Portella de la Miranda, ou Puig, ou Ballester, Canet, Bages, Comes et Trilla, ou Blanqueries) et déplacement de deux des anciennes portes (la d'Elna et la de Malloles, qu'arrive à se dénommer Porte de Sant Martí).

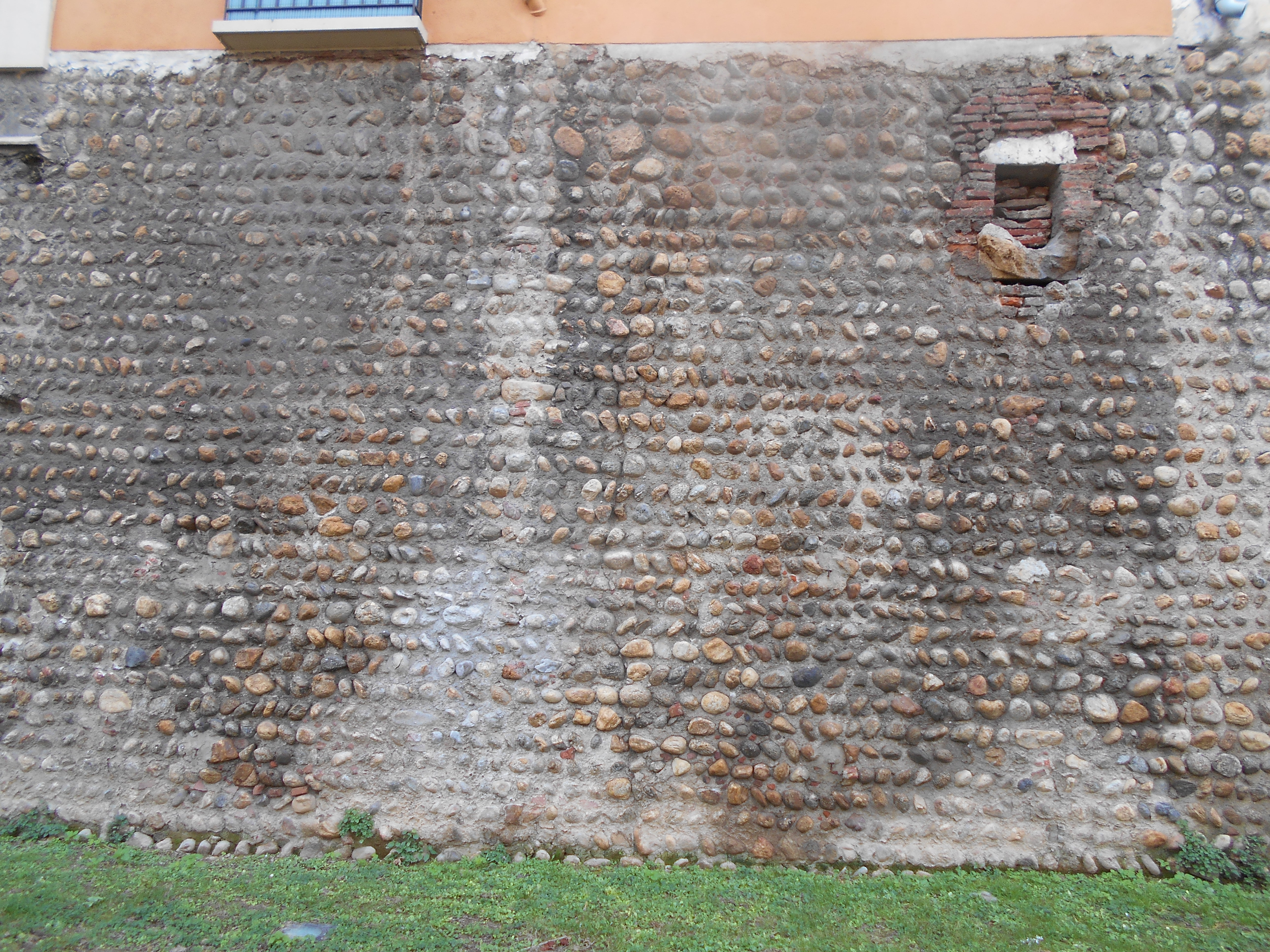
Rideau ou bande murale

Perpignan devint, en grande partie à l'initiative de Jacques Ier lui-même, la propriété de quatre paroisses, avec la construction des nouvelles églises paroissiales de Saint-Jacques, Sainte-Marie de la Réal et Saint-Mathieu. La seconde de ces églises servait également de chapelle royale, le nouveau palais des rois de Majorque, qui fut construit à cette époque. D'où son surnom de Réal.

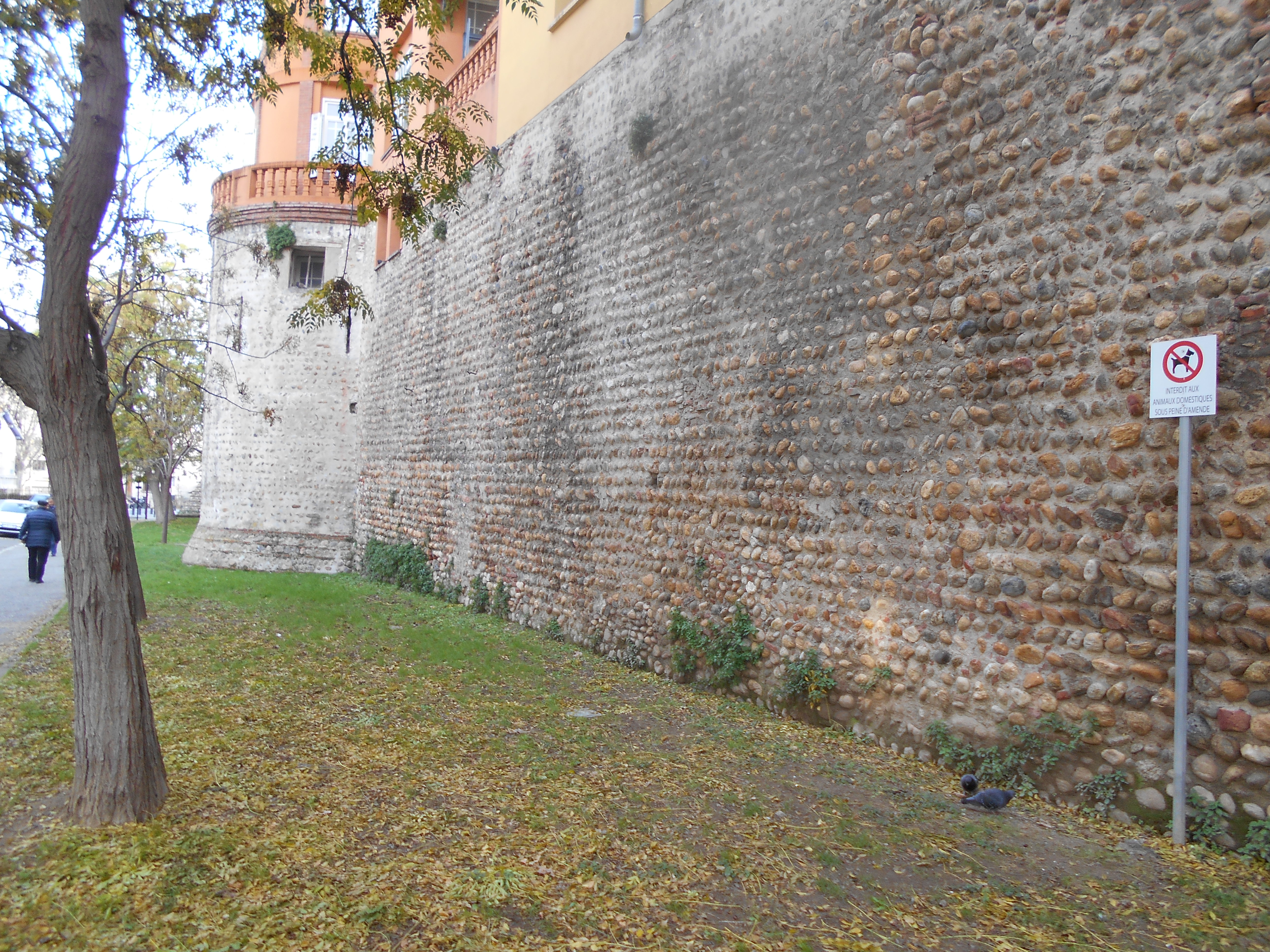
Un autre fragment

À l'extérieur de l'enceinte fortifiée se trouvaient les deux faubourgs qui avaient été formés, en grande partie pour accueillir les ateliers d'industries ennuyeuses, telles que la teinture et les blanchisseries ou les tanneries (tisserands et tisserands, ainsi que d'autres artisans), ils n'étaient pas très gênants, car ils ne dégageaient pas les odeurs causées par les tanneries ou les colorants et, par conséquent, ils pouvaient être à l'intérieur de la ville sans trop de problèmes. À gauche de La Basse, en face d'elle et au nord-ouest de la ville, se forme la Vila Nova, qui sera plus tard incluse dans l'enceinte fortifiée de Vauban, au XVIIe siècle. Plus au nord, à l'extrémité sud du Pont de Pedra qui traversait le Têt, se forme le faubourg de la tête du pont appelé Nostra Senyora, comme il y avait la chapelle Notre-Dame du Pont, qui, bien que dépendante de Saint-Jean-Baptiste, assurait les services religieux de cette partie de Perpignan hors les murs.

## Caractéristiques

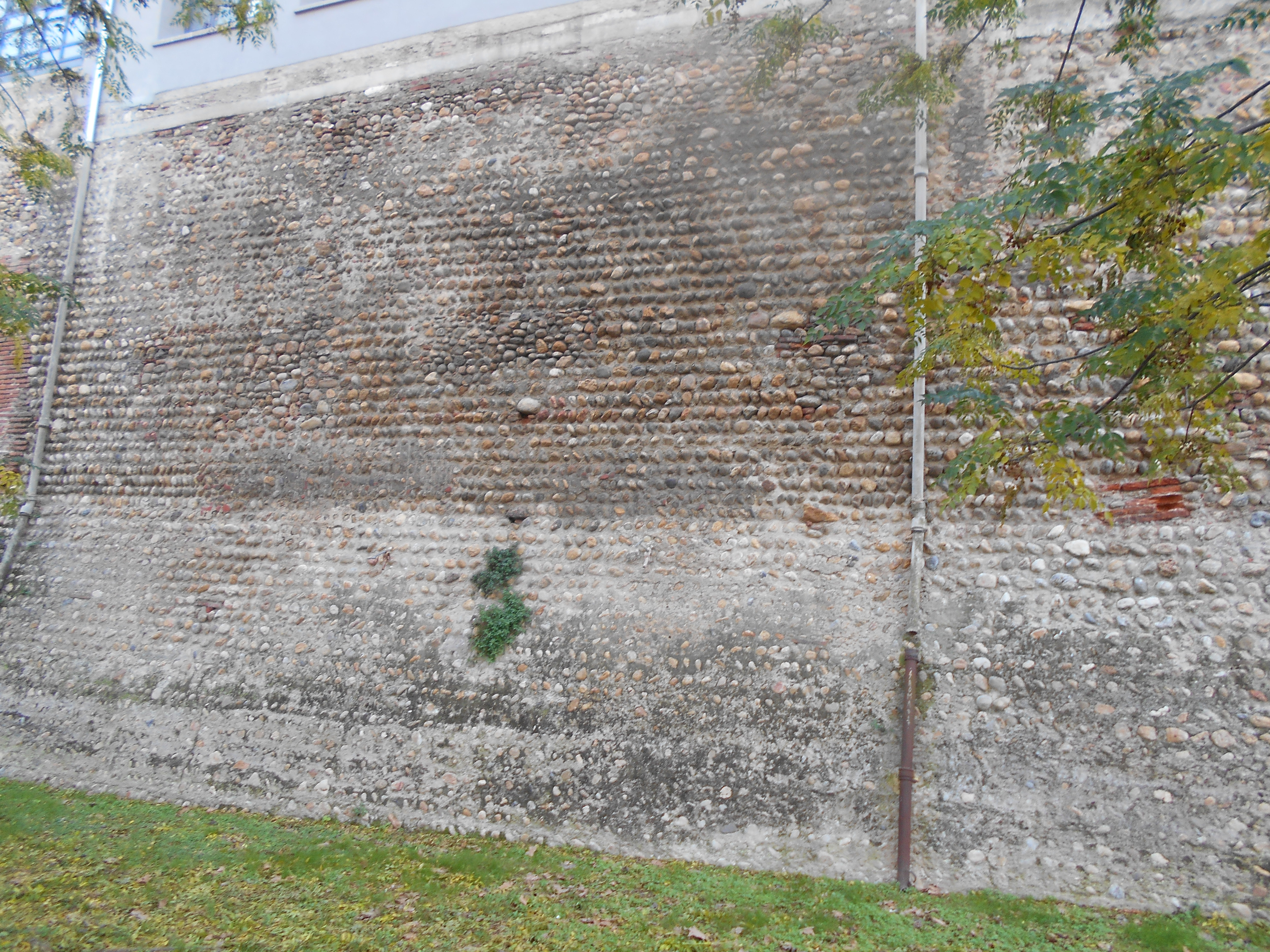
Muraille de Perpignan

Bien qu'avec les différences stylistiques et de dominance du métier de la construction de chaque moment historique, la base de construction des différents murs de Perpignan était la même: des galets de rivière, essentiellement de la Têt, joints à un mortier de chaux, sable et eau et disposés en rangées régulières formant des chevrons. Formé par un simple mur, flanqué d'une cinquantaine de bêtes au moment de l'extension maximale, qui tombaient en plomb au-dessus du fossé qui l'entourait (à travers lequel circulaient l'étang et le Rec Comtal), sans les pentes, auxquelles s'ajoutaient à la fin du XVe siècle, ni les remblais, même plus tard. En 1341, des créneaux et des niches ont été ajoutés au mur pour abriter des arbalétriers et des archers (plus tard, des archers). L'épaisseur du mur variait, selon les sections, de 1 mètre à 1,60.